# بردستان
بَردستان، شهری از توابع بخش مرکزی شهرستان دیر در استان بوشهر ایران است.
بردستان در بهمن‌ماه ۱۳۸۹ به شهر ارتقاء یافت.

## جمعیت
بر اساس سرشماری رسمی سال ۱۳۹۵ جمعیت این شهر ۷٬۱۱۲ نفر (۱٬۸۷۳ خانوار) بوده‌است

## معرفی و پیشینه
بردستان در بهمن ۱۳۸۹ به شهر ارتقا یافت. این شهر در ۲۷درجه و ۵۲دقیقه شمالی عرض جغرافیایی و ۵۱درجه و ۵۷دقیقه شرقی طول جغرافیایی واقع شده‌است. ارتفاع آن از سطح دریا ۱۵ متر است و با خلیج فارس ۵ کیلومتر فاصله دارد. شغل اصلی اهالی بردستان کشاورزی، صیادی و عده‌ای هم بنّایی است و تعدادی از آن‌ها نیز به کشورهای عرب‌نشین همسایه از راه دریا رفت‌وآمد می‌کنند و از این طریق امرار معاش می‌نمایند. به نقل از کتاب فارسنامه ناصری، در عصر محمدخان دشتی بردستان جزء یکی از بلوک دشتی بوده و از آن به عنوان ناحیه بردستان یاد شده‌است و شامل مناطق میانه جنوب و شرق کاکی می‌شده که درازی آن از قریه ریز تا نودرار بیش از ۹ فرسخ و پهنای آن از بندر دیر تا قریه آبدان ۷ فرسخ و کوه بزرگ در میان این ناحیه افتاده‌است. این منطقه از جانب مشرق به نواحی گله‌دار و از شمال به ناحیه (سنا) و از مغرب و جنوب به خلیج فارس محدود است، در قدیم قصبه این ناحیه قریه بردستان بوده، و پس از آن قصبه و حاکم‌نشین آن بندر دیر بوده‌است. ۱۳ فرسخ از کاکی دور افتاده‌است و ۲۰۰ درب خانه دارد که بیشتر آن از چوب و برگ نخل است. این ناحیه مشتمل بر ۲۸ ده آباد بوده‌است: آبدان، بتانه، بندرعالی، بیدو، تنگمان، چاه پهن، جمرک، درک، دروک، دوراهک، دمه‌گز، دناجی، ریز، سرمستان، سهول، غرگانه، فاریاب، گزخان، گله‌زنی، کنارترشان، گندم‌زار، گنوی، کورو، مادان، موردک، موردی، نو دراز، نارستان.
بردستان در روزگار ساسانیان از منطقه سیراف در ایالت اردشیر بابکان و در عصر محمدخان دشتی یکی از بلوک پنجگانه ناحیه دشتی بوده‌است. در دوران امپراطوری ساسانی از بردستان تا لارستان را ایراهستان می‌گفتند.

## آثار باستانی
بردستان از آثار باستانی متعددی برخوردار است که اغلب در فهرست آثار ملی ایران به ثبت رسیده‌است از جمله:
- مسجد بردستان نخستین و کهن‌ترین بنای اسلامی در استان بوشهر محسوب می‌شود. اولین بنای مسجد را به عمر بن عبدالعزیز نسبت می‌دهند یک کتیبه چوبی در مسجد وجود دارد که روی آن چنین نوشته شده‌است: «قال الله انما یعمرالله و من آمن بالله و الیوم الاخر و اقام اصلوه و آتی الزکوه و لم یخشی الله، وفق بتجدید عمارت هذا لمسجد المبارک الصحاب الاعظم حاجی فخرالدین ابوبکر شاه فی سته الثنین و خمسین و ثمانین» از ترجمه این متن برمی آید که فردی به نام حاجی ابوبکر شاه در سال ۸۵۲ مسجد را تجدید بنا کرده‌است. همچنین مسجد توسط خوانین منطقه یعنی خوانین دشتی نیز مرمت شده‌است که در ورودی مسجد در لوحی مرمرین این ابیات حکاکی شده‌است: «چون زحیدر شد این مسجد عالی بنا / از کرامات خداوند کریم ذوالجلال // گفت دشتی از پی تاریخیش که باز / مسجد و محراب شد زحیدر با جلال» همچنین تاریخ تعمیر ۱۲۷۳ هجری قمری است که توسط حیدرخان دشتی صورت گرفته‌است. مسجد بردستان با شماره ۲۰۶۰ در فهرست آثار ملی ایران قرار گرفته‌است.
- قلعه بردستان که از آثار به جای مانده در دوران قاجار است و از چند هزار سال پیش قدمت داشته‌است.
- محوطه بردو مربوط به دوران پیش از اسلام است که بنای آن را حدود بیش از ۳۰۰۰ سال پیش می‌دانند.
- چاه‌های آب بردستان: شامل چاه‌های دوتا و چاه برزو که در غرب بردستان قرار دارد.

همچنین در غرب پل ورودی بردستان آتشکده‌ای قرار دارد که آن را به دوران ساسانیان مرتبط می‌دانند.
به جاذبه‌های طبیعی بردستان نیز می‌توان به خور بردستان، دهانه خور بردستان، تل مشکی، تنگه گورا، تل تیزو، سه پنجو و… اشاره کرد.
بنا به آثارهای بجامانده در بردستان گویا در زمان‌های دور کارخانجات باروت سازی، عبا بافی، کفش‌دوزی، کوزه‌گری، آسیاب گندم و … دایر بوده‌است.

## گویش بردستانی
گویش بردستانی، گویشی قدیمی برگرفته از فارسی پهلوی جنوبی است و با زبان اچمی (لارستانی) قرابت دارد.

## مشاهیر
مشاهیر بردستان:
- حسنی احمد (شاعر)
- سید اکبر کراماتی بزرگ (شاعر)
- امامزادگان مدفون: سید جمال‌الدین بن ابراهیم و سید ابراهیم بن جمال‌الدین از نوادگان امام دهم شیعیان و بی بی دختران
- عارف مدفون: پیر نجف معروف به پیر کوری
- حاج عبدالرضا زائری (درگذشته ۲۴ آبان ۱۳۹۴ در ۹۶ سالگی)، از حافظان و ناقلان فرهنگ بومی و شفاهی این شهر است که بیشتر به نقل چیستان‌های محلی مشهور است. از آنجا که وی سال‌های زیادی در کشور بحرین زیست به زبان‌های انگلیسی، عربی و هندی تسلط داشت. زائری در اواخر عمر به زادگاهش بازگشت، آرامگاه وی در صحن مسجد جامع بردستان واقع است.